# Filippo Vivalda
Filippo Vivalda (Mondovì, 1732 – Carignano, 1808) è stato un politico e militare italiano, che ricoprì gli incarichi di ambasciatore del Regno di Sardegna nei Paesi Bassi (1774-1777) e nel Sacro Romano Impero, e di Viceré di Sardegna tra il 1794 e il 1799.

## Biografia
Nacque a Mondovì nel 1732. Nel 1759 sposò in Torino la signorina Maria Luisa Sofia, figlia del marchese Michele Antonio Benso di Cavour. Intrapresa la carriera diplomatica sotto il Regno di Carlo Emanuele III, tra il 1774 e il 1777 fu Ambasciatore nei Paesi Bassi, e tra il 1777 e il 1781 fu inviato straordinario piemontese alla Corte di Vienna. Sostituito dal conte Pietro Giuseppe Graneri, nel 1781 fu nominato Gentiluomo di camera di S.M. il Re Vittorio Amedeo III, e tesoriere dell’Ordine della Santissima Annunziata. Nel 1794 fu insignito del titolo di Cavaliere di Gran Croce dell'Ordine dei Santi Maurizio e Lazzaro e nominato Viceré di Sardegna. Sbarcato a Cagliari si trovò subito alle prese con la rivolta scoppiata il 28 aprile 1794, che aveva portato alla cattura di tutti i funzionari piemontesi, compreso il viceré Vincenzo Balbiano, che furono successivamente imbarcati su una nave e rispediti nel continente. Le funzioni vicereali erano state assunte dalla Reale Udienza presieduta da Giovanni Maria Angioy.
Nel luglio 1795 a Cagliari scoppio una nuova rivolta, dovuta agli abusi esercitati dai feudatari, che portò alla sua cattura,  ed alla formazione di un governo provvisorio in sostituzione di quello regio. Il 28 dicembre dello stesso anno la città di Sassari fu attaccata ed occupata da contadini in armi guidati da Gioacchino Mundula e Francesco Cilloco. Preoccupato per la possibile degenerazione della rivolta inviò a Sassari Giovanni Maria Angioy con la carica di Alternòs, cioè rappresentante del Governo con poteri vicereali, dove fu accolto come un liberatore trionfante. Per tre mesi l’Angioy tentò di mettere d’accordo feudatari e vassalli, ma in seguito alla diminuzione dell’interesse e del sostegno governativo e cagliaritano, iniziò ad elaborare un piano eversivo con degli emissari francesi, mentre il generale Napoleone Bonaparte invadeva l'Italia. Tuttavia venendo meno ogni possibile appoggio esterno con l'armistizio di Cherasco e la stipula della Pace di Parigi, decise di effettuare una marcia antifeudale su Cagliari ma dal Viceré gli vennero revocati i poteri, e dovette arrestare la marcia dopo esser stato abbandonato da molti suoi sostenitori all'accoglimento reale delle cinque richieste degli Stamenti Sardi, fuggendo dapprima in Toscana, dove tentò di incontrare il Bonaparte, che si rifiutò di riceverlo, e poi andando in esilio a Parigi.
Ricoprì tale incarico fino al 1799, quando venne sostituito da Carlo Felice di Savoia, e fu nominato Gran Ciambellano di corte in seconda. Si spense a Carignano nel 1808.

### Annotazioni
1. ↑  Partì da Livorno il 31 agosto 1794, e giunse a Cagliari il 6 settembre dello stesso anno unitamente a Gavino Poliaccio Marchese di Planargia nuovo Capitano delle armi.
2. ↑  Due dei maggiori funzionari, l’intendente generale Gerolamo Pitzolo  e il generale delle armi Gavino Paliaccio, marchese della Planargia, che appoggiavano apertamente i poteri dei feudatari vennero uccisi rispettivamente il 6 e il 22 luglio.

### Fonti
1. 1 2 3 4 5 6  Piscitelli 1950, p. 23.
2. 1 2  Ilari, Shamà 2008, p. 518.
3. ↑  Piscitelli 1950, p. 24.
4. 1 2 3  Ilari, Shamà 2008, p. 519.
5. ↑  Pellegrini 2016, p. 19.
6. ↑  Pellegrini 2016, p. 29.
7. 1 2 3  Pellegrini 2016, p. 26.
8. 1 2  Pellegrini 2016, p. 48.
9. 1 2 3  Pellegrini 2016, p. 49.

### Periodici
- Giorgio Pellegrini, BINAE SARDINIAE. Il Regno Anglo-Corso e la Sardegna al tempo della Rivoluzione, in Quaderni dell’Associazione culturale Italia Inghilterra vol. VIII, Cagliari, Associazione culturale Italia Inghilterra. CUEC Editrice, maggio 2016, ISBN 978-88-8467-984-0.